# 肺炎球菌ワクチン
肺炎球菌ワクチン（はいえんきゅうきんワクチン、英語: Pneumococcal vaccine）とは、細菌である肺炎レンサ球菌（Streptococcus pneumoniae）に対するワクチンである。このワクチンで肺炎、髄膜炎、敗血症の予防ができる。肺炎球菌ワクチンには二種類あり、1つは結合型ワクチン（Pneumococcal conjugate vaccine、PCV）で、もう1つは多糖体ワクチン（Pneumococcal polysaccharide vaccine、PPV）である。投与法は筋肉内注射または皮下注射である。
世界保健機関は、結合型ワクチンの子供への定期的予防接種を推奨している。またHIV/エイズの人にも勧められている。3回から4回の投与による重度の症状の予防効果は71% - 93%である。多糖体ワクチンは健康な大人への投与が効果的であり、2歳未満の子供や免疫機能の低い人への投与の効果はない。
これらのワクチンは安全である。統合型ワクチンの投与後、約10%の赤ちゃんに穿刺による赤み、発熱、睡眠の変化がみられる。重度のアレルギーは非常に稀である。
最初の肺炎球菌ワクチンが開発されたのは、1980年代である。このワクチンは世界保健機関の必須医薬品リストに記載されており、医療制度において必要とされる最も効果的で安全な医薬品である。開発途上国での2014年の卸売価格は1投与およそ$17米ドルである。米国では1投与$25～$100米ドルである。

## 歴史
1927年米国メルク社によって開発が開始され、1940年6価の肺炎球菌ワクチンが実用化された。1960年代以降、ペニシリンに薬剤耐性を示す肺炎球菌が出現し、1977年アメリカで14種類の莢膜多糖体を含む14価の肺炎球菌ワクチンPPV14が承認され、1983年に23価のPPV23となった。日本ではPPSV23（23価肺炎球菌莢膜ポリサッカライドワクチン, 23-valent pneumococcal polysaccharide vaccine）が1988年に承認、2014年10月1日より、65歳以上の成人などを対象とした定期接種が開始された。
一方、従来のポリサッカロイド肺炎球菌ワクチンでは小児では実用性がないが、Hibワクチンで初めて実用化された、抗原タンパク質を結合させる結合型ワクチンによって、これが可能となり、小児用の結合型肺炎球菌ワクチンが登場した。
2000年には、アメリカでは、7つの血清型の肺炎球菌を標的とする小児用のPCV7が認可され、この型の感染が集団的に減少した。日本のPCV7の導入は2010年であり、2013年にはPCV13（13価肺炎球菌結合型, 13-valent pneumococcal conjugate vaccine）となった。
日本では、小児用肺炎球菌ワクチンの販売会社であるワイス社は2007年に承認申請を行い、2008年にも同社のワクチンメディカルマネジャーである中村理子が、肺炎球菌ワクチンとHibワクチンとで細菌性髄膜炎を予防できるとして、日本での導入を訴えていた。2009年にPCV7が承認され、またHibワクチンは2007年に導入され、島という条件が適した北海道での調査では2011年末までには髄膜炎の減少は観察されなかった。
2024年4月から、PCV15（沈降15価肺炎球菌結合型ワクチン、バクニュバンス®）が定期接種に組み入れられた。
同年、PCV20（沈降20価肺炎球菌結合型ワクチン、プレベナー20®）の小児に対する製造販売承認が取得された。

## 標的型

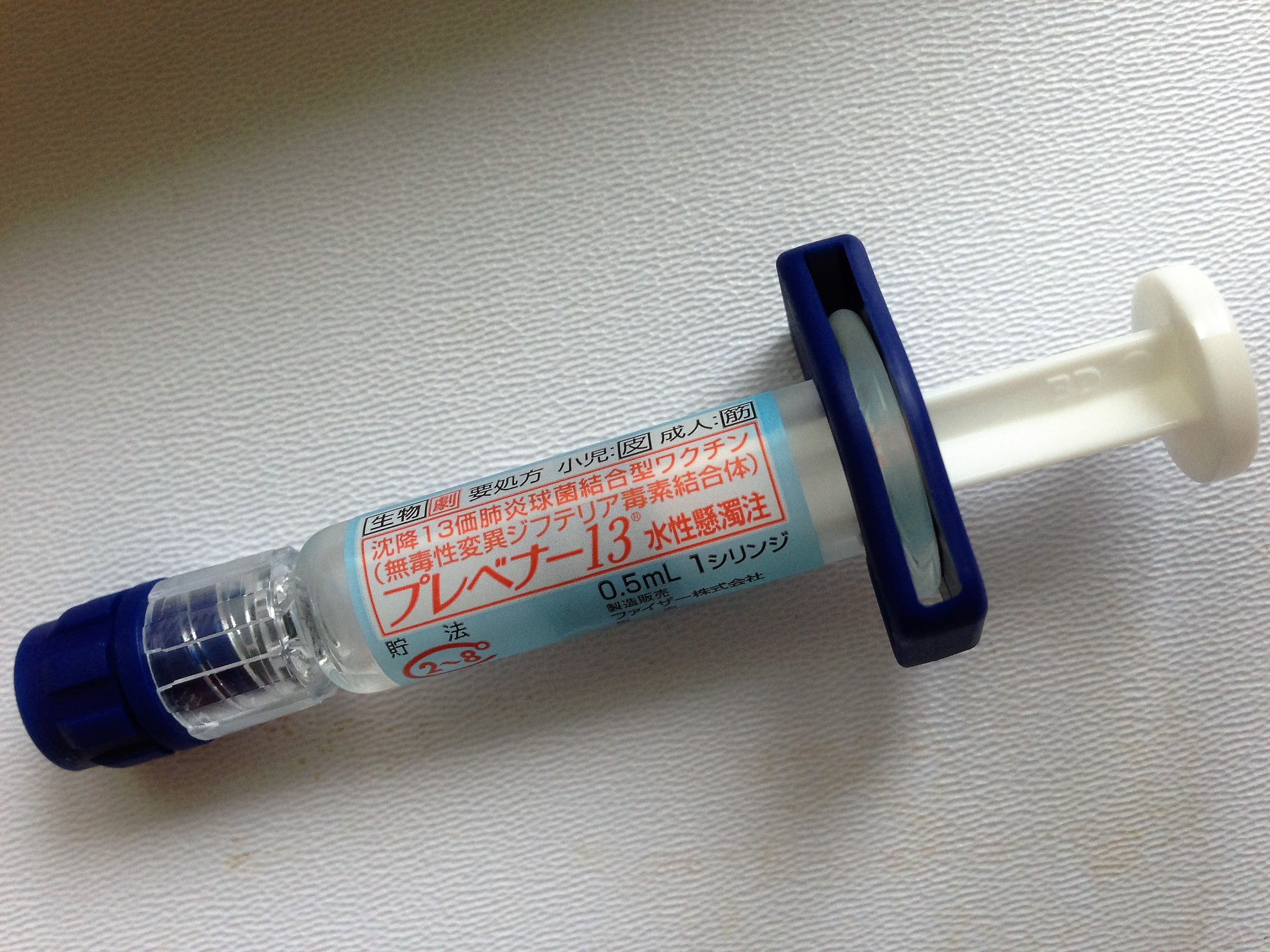
13価ワクチン

7種類の血清型を対象とする7価ワクチンによって侵襲性肺炎球菌疾患が引き起こされる割合は、2007年時点でアメリカでは83%とされ、一方アフリカではもっと多様な型が流行しており、また世界保健機関は13の血清型で各国の平均は70-75%とした。

## 有効性
ハーバード大学医学部によると、肺炎球菌ワクチンやヘモフィルスインフルエンザB型（Hib）ワクチンなどの肺炎に対するワクチンは、これらの特定の細菌感染から人々を保護するのに役立つため、強く推奨されている。
2009年の、2歳未満児に対する PCVs 接種に関するコクランレビューでは、侵襲性肺炎球菌感染症および肺炎の予防に効果的であったと結論づけられた。
2013年の、成人に対する PPVs 接種に関するコクランレビューでも侵襲性肺炎球菌感染症の予防効果が認められたが、非侵襲性肺炎球菌性肺炎と全ての肺炎については異質性が高く判断を保留した。
日本国内における侵襲性肺炎球菌感染症の罹患率（5歳未満人口10万人当たり）は、PCV7公費助成前の25.0からPCV13へ切り替え後の10.7へと57％減少した。
薬剤耐性を持つ菌の出現する可能性や、ワクチンに含まれている型以外の感染が増加するという血清型置換の現象が観察されている。フランスでは初期の接種率の低さと型置換もあり、PCV7導入後の髄膜炎と侵襲性肺炎の減少は、31%と14%であり控えめであり、PPV14導入後接種率は高率であり、それぞれ20%、36%減少し、地域性肺炎も36%減少した。
欧州において高齢者ではPCV23の導入後も、肺炎球菌による地域性の肺炎は生じている。小児期のPCV13の導入後、英国での成人におけるワクチンに対応した型の肺炎球菌性疾患の罹患者は確認され、依然として高い負荷がある。

## 副作用

### 結合型ワクチン
痛み・腫れ・発赤は、PCV13接種者の約半分まで生じ8%は、重篤である。臨床試験では、38度以上の発熱は、24-35%に生じている。熱性けいれんは、PCV13で6,000から83,000人に1人、同時にインフルエンザワクチンを接種した場合で、2,000から21,000人に1人。